# 协作开发环境
协作开发环境（collaborative development environment，缩写CDE），也可译作合作开发环境、联合开发环境。它是一种在线会议空间，软件开发相关人员可以在其中协同工作，无论他们所处于哪个时区与地区，都可以参与讨论、编写文档和制作项目的可交付成果。该词语在2002年由葛來迪·布區和Alan W. Brown创造。
这被视作集成开发环境（IDE）的一种演进，它将桌面上的编程工具与扩展开发环境（XDE）整合起来，其中将生命周期开发工具与IDE整合 （例如微软的Visual Studio Team System和IBM Rational Rose XDE）。IDE着重于支持个人开发者的工具，而CDE侧重于开发团队的整体需求。
尽管立足于软件开发部门的工具，但CDE概念也已在其他团队通常地理上分散、需要在网络上协同工作的行业中被采纳，例如汽车与航空工程、电影制作、土木工程。

## 典型功能
- 版本控制
- 缺陷跟踪管理系统
- 时间管理
- 邮寄列表（英语：Mailing list）
- 文档管理系统（英语：Document management system）
- 网络论坛